# Mariana Șora
Mariana Șora (născută Marianne Klein; n. 26 mai 1917, Budapesta, Austro-Ungaria – d. 19 decembrie 2011, München, Germania) a fost o scriitoare română, care s-a remarcat în special ca traducătoare, eseistă și critic literar, interesată atât de literatura română, cât și de literatura universală.
Provenea dintr-o familie cu origine mixtă maghiaro-evreiască, care s-a stabilit la Timișoara după Primul Război Mondial, și a avut germana ca limbă maternă, dar a învățat limba română și a urmat studii universitare la Facultatea de Litere și Filosofie a Universității din București (1934–1938). S-a căsătorit cu colegul de studii Mihai Șora și, după ce acesta a obținut o bursă oferită de guvernul Franței, l-a însoțit în anul 1939 la Paris. A absolvit studii postuniversitare de limba și literatura franceză la Universitatea Sorbona (1940) și, în anii grei ai celui de-al Doilea Război Mondial, a urmat studii de licență în limba și literatura engleză la Universitatea din Grenoble (1940–1944).
S-a întors, împreună cu soțul ei, în capitala Franței în anul 1945 și, după câteva luni în care au dus o existență materială precară, a fost angajată în cadrul Legației României de la Paris. Ca urmare a faptului că soțul ei, plecat într-o excursie propagandistică cu un grup de comuniști francezi în România în octombrie 1948, nu a mai putut să se întoarcă în Franța, Mariana Șora s-a repatriat, împreună cu primii doi copii, la sfârșitul anului 1948 pentru a-i fi alături. A lucrat un timp ca asistentă la Catedra de limba germană a Facultății de Litere și Filozofie din București (1950–1952), dar a fost destituită în timpul epurărilor politice din 1952. A fost cooptată într-un grup de traducători din limba germană și lucrat, de asemenea, ca lexicograf, colaborând la elaborarea dicționarului german-român din 1957 și a celui român-german din 1963. Ea a scris, printre altele, o monografie despre viața și opera lui Heinrich Mann și a tradus în limba română unele opere importante ale literaturii universale precum Castelul (1968) de Franz Kafka, Onoarea pierdută a Katharinei Blum (1978) de Heinrich Böll și numeroase piese de teatru ale lui Eugen Ionescu.
Mariana Șora a emigrat în Germania în anul 1977 și, după un an la Köln, s-a stabilit în orașul München, unde a colaborat la emisiunile în limba română ale postului de radio BBC. Și-a continuat în acest timp activitatea literară și a publicat un volum despre Emil Cioran, două romane, proză scurtă de factură psihologică, eseuri, jurnale și memorii. A întreținut, de asemenea, o vastă corespondență cu personalități culturale române și străine precum Emil Cioran, Eugen Ionescu, Mircea Eliade și Ov. S. Crohmălniceanu.

## Biografie

### Educația
S-a născut la 26 mai 1917 în Budapesta, în familia funcționarului și directorului de bancă Rudolf Klein și al soției sale, Elisabeta (născută Fischer, în 1896), primind la naștere numele Marianne Klein. Părinții Marianei Klein proveneau din Timișoara, aveau o origine mixtă maghiaro-evreiască, vorbeau limba germană și erau credincioși romano-catolici. Bunica ei maternă rămăsese văduvă înainte de izbucnirea Primului Război Mondial și s-a mutat cu cele două fete ale sale în anul 1914 în capitala Ungariei, pentru a locui împreună cu sora ei mai mare, care era căsătorită acolo. Rudolf Klein, tatăl Marianei, a fost mobilizat ca sublocotenent în Armata Austro-Ungară și s-a căsătorit la Budapesta cu Elisabeta Fischer în 1916, în timpul unei permisii, după care s-a reîntors pe front. Cei doi soți au trăit despărțiți în următorii doi ani, văzându-se doar în timpul permisiilor.
Familia Klein s-a întors la Timișoara în anul 1919, după război, și a locuit la ultimul etaj al Casei Banatului, care se afla în proprietatea Băncii Timișoara. Orașul Timișoara era în acea vreme un oraș cosmopolit, care avea aerul unui oraș din Mitteleuropa. Mariana, care avea ca limbi materne germana și maghiara, a urmat școala primară, în limba germană, la Institutul catolic „Notre Dame” din Timișoara, fiind permanent premiantă, cu toate că, potrivit mărturisirii ei, obișnuia să se uite adeseori pe fereastra camerei sale ca să vadă cerul și acoperișurile caselor, în loc să-și facă lecțiile. I-a plăcut mult să citească și a fost pasionată în copilărie de poveștile cu indieni ale lui Karl May, pentru ca mai târziu să descopere operele lui Rilke, Hölderlin, Goethe și Petőfi.
Tatăl ei s-a manifestat ca un cetățean loial al statului în care trăia, a învățat limba română și, fiind o persoană foarte autoritară, a hotărât ca Mariana să urmeze cursurile unui liceu românesc, susținând că „noi sîntem cetățenii acestui stat, e normal să cunoaștem această limbă”. Mariana a învățat limba română abia la vârsta de 11 ani și a urmat apoi studii secundare la Liceul de Fete „Carmen Sylva” din Timișoara, pe care le-a absolvit ca șefă de promoție (1934). În ultima clasă de liceu a luat meditații la limba franceză cu un profesor particular pentru a se pregăti cât mai bine pentru bacalaureat, avându-i printre colegi pe Octavian Nistor (fiul avocatului și preotului ortodox Dimitrie Nistor, prefect al județului Timiș-Torontal în perioada 1933–1937) și Mihai Șora (fiul preotului ortodox Melentie Șora, cu care „n-a fost un amor imediat, la prima vedere”). Intenționa să urmeze studii de medicină la Universitatea din Cluj, dar întâlnirea cu tinerii Nistor și Șora, care discutau filozofie, a făcut-o să-și schimbe hotărârea, spre nemulțumirea tatălui ei.
După absolvirea liceului, a urmat studii universitare la Facultatea de Litere și Filosofie a Universității din București (1934–1938), încheiate cu două licențe, una în filosofie (teză cu prof. Dimitrie Gusti, la Catedra de sociologie) și alta în filologie (specialitate principală – germana, secundară – franceza). I-a avut ca profesori în facultate pe Tudor Vianu, Traian Herseni, Nae Ionescu, Mircea Vulcănescu, Anton Golopenția și Mircea Eliade și a frecventat, de asemenea, cursurile lui Nicolae Iorga. S-a împrietenit în perioada studiilor universitare cu Mihai Șora, pe care a avut ocazia atunci să-l cunoască mai bine. Mircea Eliade îi menționează în memoriile sale pe Mariana Klein și Mihai Șora printre cei mai activi studenți pe care i-a avut la seminar, descriindu-i elogios: Mariana Klein – „una dintre cele mai strălucite studente ale mele” și Mihai Șora – „un alt excelent student al meu”.
În perioada studiilor universitare Mariana Klein a început să fie tot mai interesată de limba română și a citit scrierile marilor clasici: Eminescu, Creangă, Caragiale și Slavici, precum și teoriile filozofice despre spațiul mioritic ale lui Lucian Blaga. Nu a avut simpatii politice în acei ani, fiind o persoană mai retrasă, dar în vara anului 1937 s-a deplasat, împreună cu alți colegi, la Palatul de Justiție pentru a-l susține pe Mircea Eliade, care fusese dat în judecată pentru pornografie. Prezența Marianei Klein la proces și intervenția ei „cu ochii în lacrimi” la Nae Ionescu în sprijinul tânărului profesor este evocată chiar de Eliade în memoriile sale, care susține că studenta „părea o walkirie deznădăjduită” și că Nae Ionescu însuși a rămas impresionat de devotamentul ei.

### Perioada războiului
După încheierea studiilor universitare, Mariana Klein s-a căsătorit la 3 ianuarie 1939 cu filozoful și eseistul Mihai Șora, cu care a avut ulterior trei copii: Alexandra („Sanda”, 1943), Andrei (1945–2022) și Tom (1956). Părinții celor doi tineri nu au fost anunțați și au aflat ulterior de căsătorie, iar tatăl lui Șora nu a fost deloc încântat. Tinerii soți au plecat apoi la București și s-au cununat la Biserica „Sfântul Elefterie”. Căsătoria a schimbat planurile tinerei familii: Mihai Șora, care câștigase un premiu oferit de Institutul Francez și obținuse astfel o bursă oferită de guvernul Franței, a decis să-l anunțe pe Alphonse Dupront, directorul Institutului Francez din București, că nu poate să mai plece la studii în Franța deoarece nu voia să o părăsească pe Mariana. Aflând acestea, directorul Institutului Francez a decis să-i acorde Marianei o jumătate de bursă, pentru a-l însoți pe Mihai Șora în străinătate. Că urmare, cei doi tineri soți au plecat pe 21 ianuarie 1939 în Franța, ca bursieri ai statului francez. În ciuda perspectivelor sumbre ale apropierii războiului, populația Parisului trăia într-o stare de totală inconștiență, de aceea Mihai Șora considera că primul an petrecut la Paris a fost „paradisul pe pământ”: au explorat frumusețile orașului și s-au împrietenit, de asemenea, cu colegii lor de bursă, care au devenit ulterior figuri importante ale culturii române (Eugen și Rodica Ionescu, Emil Cioran și Constantin Noica).
Soții Șora au părăsit Parisul în iunie 1940, cu unul din ultimele trenuri, atunci când unitățile militare germane se aflau la o distanță de 18 km de oraș, și, după mai multe popasuri (inclusiv unul de 3-4 luni la Nisa în toamna acelui an, de unde au trebuit să se retragă în luna noiembrie, din cauza pătrunderii Armatei Italiene în sudul Franței), s-au refugiat în decembrie 1940 în orașul universitar Grenoble din sud-estul Franței, unde se afla Jacques Chevalier, sub îndrumarea căruia Mihai Șora dorea să-și continue teza de doctorat începută la Paris cu profesorul Jean Laporte. Mariana Șora, care absolvise studii postuniversitare de limba și literatura franceză la Universitatea Sorbona (1940), a urmat studii de licență în limba și literatura engleză la Universitatea din Grenoble (1940–1944). Cei doi soți au corespondat în această perioadă cu Mircea Eliade, care lucra atunci ca atașat cultural la Ambasada României din Portugalia, și au trăit apoi ororile războiului, atunci când orașul Grenoble s-a aflat pentru aproximativ un an (1943–1944) sub ocupație militară germană. În fiecare seară ascultau emisiunile Radio Londra, urmărind evoluția fronturilor. Întâmplările acelor ani au fost evocați ulterior în volumul memorialistic O viață-n bucăți (1992).
După eliberarea Franței, ei s-au întors în anul 1945 la Paris, unde au avut o situație materială precară și au locuit o vreme în casa lui Nicolae Iorga, care devenise adăpost pentru studenții și doctoranzii români. În noiembrie 1945 l-au reîntâlnit la Paris pe Mircea Eliade, care își părăsise postul diplomatic în urma schimbării regimului politic și se mutase în capitala Franței, iar profesorul a fost bucuros să afle că Editura Gallimard acceptase să publice studiul Du dialogue intérieur: Fragment d'une anthropologie métaphysique al lui Mihai Șora. Relația soților Șora cu fostul lor profesor a continuat în anii următori: Eliade i-a ajutat cu sume importante de bani, pe care nu le-a mai cerut înapoi, iar Mihai Șora a tradus în franceză studiul Mitul eternei reîntoarceri.
Mihai și Mariana Șora au fost angajați în iunie 1946 în cadrul Legației României din Paris. Spre deosebire de soțul ei, Mariana Șora a fost angajată pe perioadă determinată și a lucrat mai întâi ca traducătoare la Serviciul de Presă al Legației (iunie 1946 – decembrie 1947) și apoi a fost detașată ca dactilografă în cadrul Secției Consulare a Legației (decembrie 1947 – iunie 1948), având sarcina să efectueze traduceri și să redacteze corespondența simplă. A călătorit în România în 1947, înainte de instaurarea regimului comunist, și nu a observat schimbări importante care să o facă să devină precaută.
Plecat într-o excursie propagandistică (organizată de Frontul Național Român) cu un grup de comuniști francezi în România în octombrie 1948, Mihai Șora nu a mai putut să se întoarcă în Franța, astfel încât soția sa a rămas singură acolo, împreună cu cei doi copii mici ai lor. O notă biografică întocmită ulterior de Securitate precizează că, în perioada absenței soțului ei, Mariana Șora ar fi fost arestată de poliția franceză cu ocazia unei razii efectuate în rândul studenților români cu convingeri comuniste. Lipsa informațiilor cu privire la soarta soțului ei a făcut-o pe Mariana Șora să se îmbolnăvească de icter, timp în care o prietenă a ajutat-o cu îngrijirea copiilor. Tatăl ei a sunat-o la telefon și anunțat-o că Mihai Șora nu se va mai întoarce în Franța, iar această informație a fost confirmată de ambasadorul României la Paris care a vizitat-o acasă. În aceste condiții, Mariana Șora s-a repatriat, împreună cu primii doi copii, la sfârșitul anului 1948 pentru a-i fi alături soțului ei. A călătorit spre România cu vaporul „Transilvania” și a adus cu ea biblioteca pe care soțul ei începuse să o formeze încă din liceu. Lada cu cărți a fost oprită o vreme la Constanța, fiind restituită mai târziu, cu excepția manuscriselor lui Mihai Șora, care au fost confiscate.

### Revenirea în România
Familia Șora a locuit inițial într-o cămăruță de pe Bulevardul Dacia. Traiul pe care l-au dus acolo a fost foarte greu, atât din cauza sărăciei, cât și a constrângerilor politice. Mihai Șora lucra ca referent de specialitate la Ministerul de Externe în perioada ministeriatului Anei Pauker, în timp ce Mariana stătea acasă pentru a avea grijă de copii. Cei doi copii (Sanda și Andrei) vorbeau doar franțuzește și nu vorbeau românește, iar Mariana i-a trimis la mama ei la Timișoara, unde au urmat primii ani de școală primară. Într-una din zile familia Șora a fost vizitată de tânărul scriitor Petru Dumitriu, cu care Mariana a avut o discuție lungă.
Mariana Șora a lucrat un timp ca asistentă la Catedra de limba germană a Facultății de Litere și Filozofie din București (1950–1952), fiind destituită în timpul epurărilor politice din 1952. Mutarea soțului ei ca șef de secție la Editura pentru Limbi Străine (1951–1954) a dus la formarea unui grup de traducători din limba germană, iar Mariana a fost cooptată acolo și s-a ocupat cu realizarea de traduceri. A realizat numeroase traduceri din literatura română clasică și contemporană (Nicolae Filimon, I.L. Caragiale, Barbu Delavrancea, Mihail Sadoveanu, Camil Petrescu, Mircea Eliade, Zaharia Stancu, Mihail Sebastian, Vasile Voiculescu – în germană – și Max Blecher, Ioan Slavici – în franceză –) în limbile germană și franceză, traducând, de asemenea, din germană, franceză și maghiară (Jakob Wassermann, Franz Kafka, Karl May, Eugen Ionescu, Thomas Mann, Heinrich Böll, Magda Szabó etc.) în limba română și din literatura maghiară (István Nagy, András Sütő, Károly Balla) în limba germană. Numărul cărților traduse de Mariana Șora depășește 100 de titluri. Mariana Șora a lucrat, de asemenea, ca lexicograf, colaborând la elaborarea dicționarului german-român din 1957 și a celui român-german din 1963.
Printre traducerile din literatura română se numără teatrul și proza lui I.L. Caragiale (București, 1953, 1962), romanul Dulăii al lui Zaharia Stancu (București, 1954), volumul Rumänische Ballade (Berlin, 1957, în colab.), nuvelele lui Ioan Slavici (București, 1955), romanul Un om între oameni al lui Camil Petrescu (Ein Mensch unter Menschen, București, 1956, în colab.), romanul Accidentul al lui Mihail Sebastian (Der Unfall, București, 1960), nuvela „Iubire magică” a lui Vasile Voiculescu (Magische Liebe, București, 1970), romanul Întâmplări în irealitatea imediată al lui Max Blecher (Aventures dans l'irréalité immédiate, Paris, 1973, 1989), romanul Nuntă în cer al lui Mircea Eliade (Hochzeit im Himmel, Freiburg, 1989) și nuvela „Șarpele” a lui Eliade („Der Versucher und die Schlange”, Freiburg, 1990) etc. A tradus în limba română romanul Castelul al lui Franz Kafka (1968, 1995), romanul Comoara din lacul de argint al lui Karl May (1969, 1995), piesele de teatru Amedeu, Improvizație la Alma, Delir în doi, în trei, în câți vrei și Setea și foamea ale lui Eugen Ionescu (1970), romanul Epava al lui Siegfried Lenz (1970), volumul Scrisori al lui Thomas Mann (1974), romanul Onoarea pierdută a Katharinei Blum al lui Heinrich Böll (1978) ș.a. Traducerea în limba franceză a romanului Lina al lui Tudor Arghezi a rămas în manuscris și nu a mai fost publicată.

### Emigrarea în Germania și moartea
În 1977 s-a stabilit în Germania, mai întâi la Köln și apoi, după un an, la München, colaborând la emisiunile în limba română ale postului de radio BBC (cu sprijinul lui Ion Negoițescu) și la ziarul Curentul (condus de Vasile C. Dumitrescu). În această perioadă s-a aflat sub supravegherea Securității române, iar UM 0544 (Direcția de Informații Externe) avertiza conducerea organelor de securitate într-un raport întocmit la 18 decembrie 1979 că, din datele culese și verificate, Mariana Șora era folosită de Europa Liberă în „activitatea de racolare și exploatare informativă a unor intelectuali români ce călătoresc temporar în străinătate”, printre care Alexandru Paleologu și Nicolae Balotă.
Mariana Șora și-a continuat activitatea literară în acest timp, iar un articol despre Emil Cioran, pe care-l cunoscuse în timpul studiilor din Franța, a fost transformat apoi într-un volum ce a fost publicat la Paris (Cioran jadis et naguère, 1988). După Revoluția din decembrie 1989 a reluat legătura cu spațiul cultural românesc și a reprezentat una din sursele de inspirație ale grupului „A Treia Europă” din Timișoara, inițiat în anii 1990 de Adriana Babeți, Mircea Mihăieș și Cornel Ungureanu cu scopul de a perpetua memoria spiritului multicultural al orașului. Mariana Șora a mai publicat în România două romane (Rătăcire, 1995; Mărturisirile unui neisprăvit, 1999), proză scurtă de factură psihologică (Filigrane. Scrisori din Paris și alte proze din cinci decenii, 2000), eseuri (Despre, despre, despre…, 1995), jurnale și memorii (O viață-n bucăți, 1992; Cenușa zilelor. Jurnal, 1997–2001, 2002; Două jurnale față în față, 2009).
Într-un interviu acordat în 2007, cu ocazia împlinirii vârstei de 90 de ani, scriitoarea își mărturisea frica de moarte care o bântuia: „Recunosc, am o teama de sfîrșit, nu am acea credință care te mîntuie. Credința mea nu este atît de puternică încît să-mi anuleze frica de moarte. O zi la bătrînețe trece mult mai repede.”. Starea de sănătate a Marianei Șora s-a înrăutățit în următorii ani, făcând necesară în anul 2009 internarea ei într-un azil pentru a beneficia de îngrijire medicală specializată. Potrivit afirmațiilor fiului ei cel mai mic, Tom, în perioada în care Mariana se lupta cu boala, soțul ei, Mihai Șora, a cunoscut-o pe poeta, eseista și traducătoarea Luiza Palanciuc (n. 1972), cu care a început o relație. Mariana Șora a murit în 19 decembrie 2011, la München, la vârsta de peste 94 de ani. Soțul ei, Mihai Șora, s-a recăsătorit în iulie 2014, la vârsta de 96 de ani, cu Luiza Palanciuc.

## Activitatea literară
Mariana Șora a debutat în 1946 cu recenzii literare în revista Cahiers Franco-Roumains din Paris. După o lungă pauză, a reînceput să publice din 1964 în revista Gazeta literară, scriind în această perioadă mai multe articole și studii literare despre I.L. Caragiale, Ion Creangă, Lucian Blaga, Thomas Mann, Jakob Wassermann, Robert Musil, Franz Kafka, Mircea Eliade, Eugen Ionescu, Heinrich Böll și Günter Grass, ce au fost incluse ulterior în volumul Unde și interferențe. Studii, eseuri, articole (1969). A colaborat, de asemenea, cu articole în Gazeta literară, Viața românească, Secolul 20, Manuscriptum, România literară etc. A debutat editorial cu monografia amplă Heinrich Mann. Omul și opera (1966), dedicată scriitorului Heinrich Mann, simpatizant al comuniștilor, ca urmare a faptului că nu i s-a aprobat publicarea unei monografii a vieții și operei lui Thomas Mann, și a scris apoi mai multe volume de eseistică, memorialistică și critică literară precum Unde și interferențe. Studii, eseuri, articole (1969) – o culegere de eseuri despre câțiva scriitori români (Lucian Blaga, Vasile Voiculescu, I.L. Caragiale) și străini –, Cunoaștere poetică și mit în opera lui Lucian Blaga (1970), Gândirea lui Goethe în texte alese (1973) și Despre, despre, despre… (1995, 2000). A publicat, de asemenea, studii, recenzii, interviuri și prefețe.
Cărțile publicate de Mariana Șora nu au fost populare, fiind apreciate doar de un număr mic de oameni. Cronicile scrise în presă au foarte puține și, potrivit afirmațiilor scriitoarea, „au fost scrise de niște oameni care ori n-au contat, ori n-au înțeles mare lucru din ce scriam eu”. Cu toate acestea, opiniile unor critici literari au fost elogioase și au scos în evidență cultura vastă a Marianei Șora, precum este cazul criticului Dumitru Micu care o considera pe Mariana Șora un „eseist de formație filosofică, cu vast orizont intelectual, având în centru spațiul germanic”.
După moartea ei, unii intelectuali precum Vladimir Tismăneanu (profesor de științe politice la Universitatea Maryland) și Aurelian Crăiuțu (profesor de științe politice la Universitatea Indiana) au elogiat în articolele lor talentul literar al Marianei Șora, pe care l-au descoperit în special în eseurile și scrierile sale memorialistice: astfel, Tismăneanu scria că a „fost fascinat de orizontul filosofic al scrierilor ei, de capacitatea de a uni fragmente disparate într-un întreg explicativ coerent în care Rațiunea se întâlnea cu alte zone ale cunoașterii umane, fără gelozie și fără suspiciune”, adăuga că „memoriile Marianei Șora vorbesc despre visuri, agonii, nevroze, ruine, identități vătămate și răni deschise, despre o lume pierdută și pe care ne obstinăm să o regăsim” și conchidea că „Mariana și Mihai Șora sunt și vor rămâne repere ale conștiinței libertății în cultura românească, spirite pluraliste, ostile îngustimilor și reducționismelor de orice fel”, iar Crăiuțu susținea că memoriile Marianei Șora dovedesc „nu doar combustia interioară, ci și melancolia trează și lucidă, întărită de conștiința acută a propriilor talente și limite” și reprezintă „o culme a genului în literatura română”, plasând-o pe autoare alături de memorialistele contemporane Alice Voinescu și Jeni Acterian prin „patosul ideilor filosofice și pasiunea pentru autenticitate”.

## Activitatea memorialistică
Mariana Șora a ținut un jurnal încă din ultimele clase de liceu, în care a notat nu atât propriile trăiri intime, cât mai ales opinii livrești, dar a renunțat în ultimii ani ai vieții din cauza lipsei de putere fizică. A fost o admiratoare a lui Goethe, Thomas Mann și Ernst Jünger, cărora le invidia vitalitatea fizică și disciplina intelectuală, dar s-a simțit apropiată și de spiritele neliniștite precum Emil Cioran. Pofta ei de viață și de cunoaștere era enormă, după cum mărturisea într-o notă de jurnal din noiembrie 1940: „Vreau viață, viață proteică. Invidiez orice ființă despre care am impresia că trăiește mai din plin decât mine. Vreau să fiu tot: fetiță proastă, aventurier, copil, femeie, scriitor, vagabond, poet, muncitor, explorator. Oh, explorator! Simt chemarea mării, mă atrage largul, ca pe un adolescent”.
Scriitoarea își pune deseori problema rolului omului în univers: „Ce caut aici? Ce caut pe acest pământ? Vast, de necuprins, cel puțin pentru noi, furnici gânditoare, și el minuscul punct în necuprinsul universului prezent cu prezența sa înfricoșătoare de câte ori căutăm cu privirea repere fixe în vastitatea nemărginită: stele fixe, constituind forme fixe ce ne devin prietene prin denumirile inventate pentru ele de antici. De oameni ca noi care au trăit cândva, în vremuri de demult. Ce ar fi o minte omenească fără aportul minților celorlalte, multe, multe, care au tot țesut de-a lungul veacurilor la pânza vaporoasă a tuturor celor știute, țesătura întrucâtva accesibilă singuraticului ce se minunează, nesătulului care vrea să mai știe, să știe despre tot ce ne înconjoară și tot ce suntem. În vastitatea înfricoșătoare a nemărginitului, reperele preluate de la antici, Perseu și Andromeda, Lebăda și Orionul, Câinii de vânătoare și Cloșca cu Pui, Carul Mare și cel Mic punctează spațiul, transformând incomensurabilitatea sa abstractă într-un câmp al miturilor, într-o hartă a terenurilor familiare”.
Ea detectează existența unui sentiment al supraviețuirii în așteptarea unor noi „invazii barbare”: „Acum supraviețuim. Viețuim într-o epocă în care suntem străini... Nu numai eu sunt chemată să dispar în curând, ci toată viața asta întru spirit și cultură pe care am iubit-o, eu și alți nebuni de teapa mea. Dar o vom iubi în continuare, expunându-ne râsetelor și apoi uitării, a căror victimă devine cu timpul ea însăși”. Omul are datoria de a-și salva amintirile și de a le transmite urmașilor ca un ghid pentru generațiile următoare, de „a salva de la înec scânteile, luminile, misterele la care noi... am avut acces în momentele privilegiate ale istoriei noastre, chiar dacă știm că și cele păstrate și reactualizate vor fi la fel de pieritoare”.
Primul volum memorialistic, O viață-n bucăți (1992), prezintă perioada primilor 5 ani petrecuți în Franța (1939–1944) și evocă ambianța intelectuală interbelică și personalități precum Mircea Vulcănescu, Eugen Ionescu și alții. Mariana Șora a întreținut o vastă corespondență cu personalități culturale române și străine precum Emil Cioran, Ov. S. Crohmălniceanu, Mircea Eliade și Eugen Ionescu, care a fost ordonată de ea și îngrijită pentru publicare de Tiberiu Avramescu (un vechi prieten de familie, fost redactor la ESPLA). Această corespondență (care urma să fie cuprinsă în patru volume), împreună cu jurnalele nepublicate și volumul de confesiuni De senectute, urmau a fi publicate după moartea scriitoarei. Publicarea corespondenței și a jurnalelor (care au fost așezate în 9 cutii cu o masă totală de 110 kg, transportate mai târziu la locuința lui Mihai Șora) a fost sistată ulterior sub pretextul că acele materiale nu erau editate în mod științific; această justificare ar fi fost formulată, potrivit lui Tom Șora, de Luiza Palanciuc.

## Scrieri

### Volume
- Heinrich Mann. Omul și opera, monografie, Editura pentru Literatură Universală, București, 1966;
- Unde și interferențe. Studii, eseuri, articole, eseuri, Editura pentru Literatură, București, 1969;
- Cunoaștere poetică și mit în opera lui Lucian Blaga, Editura Minerva, București, 1970;
- Gândirea lui Goethe în texte alese, antologie și studiu introductiv, 2 vol., Editura Minerva, București, 1973;
- Cioran jadis et naguère, Éditions de l'Herne, Paris, 1988;
- O viață-n bucăți, memorialistică, Editura Cartea Românească, București, 1992 (ed. a II-a, Editura Academiei Române, 2001; ed. a III-a, Editura Fundației Culturale Române, 2007);
- Despre, despre, despre…, eseuri, Editura Nemira, București, 1995 (ed. a II-a adăugită, Editura Universal Dalsi, 2000);
- Rătăcire, roman, Editura Fundației Culturale Române, București, 1995;
- Mărturisirile unui neisprăvit, roman, Editura Cartea Românească, București, 1999;
- Filigrane. Scrisori din Paris și alte proze din cinci decenii, Editura Elion, București, 2000;
- Cenușa zilelor. Jurnal, 1997–2001, Editura Albatros, București, 2002;
- Două jurnale față în față, Editura Cartea Românească, București, 2009.

### Studii
- „Rolul teatrului în opera lui Heinrich Mann, creatorul epicei dramatice”, în Revista de filologie romanică și germanică, Editura Academiei Republicii Populare Romîne, București, supliment la anul VI (1962), pp. 57–84.

### Traduceri în limba română
- Elisabeth Hering, Povestea scrisului, București, 1960;
- Willi Bredel, Părinți, Fii, Nepoți, I–III, București, 1962–1966;
- Jan Petersen, Strada noastră, București, 1966;
- Jakob Wassermann, Cazul Maurizius, București, 1967;
- Franz Kafka, Castelul, București, 1968 (ed. a II-a, 1995);
- ***, Proza austriacă modernă, București, 1968;
- Karl May, Comoara din lacul de argint, București, 1969 (ed. a II-a, 1995);
- Eugen Ionescu, Teatru, I–II, București, 1970;
- Siegfried Lenz, Epava, București, 1970;
- Marlen Haushofer, Mansarda, București, 1974;
- Thomas Mann, Scrisori, București, 1974;
- Arnold Hauser, Zăpadă târzie, București, 1974;
- Luise Rinser, La cumpăna vieții, București, 1975;
- Heinrich Böll, Onoarea pierdută a Katharinei Blum sau cum se poate isca și unde poate duce violența, București, 1978.

### Traduceri în limba germană
- Mircea Eliade, „Der Versucher und die Schlange” („Șarpele”), Herder, Freiburg–Basel–Wien, 1990 – revizuire a traducerii mai vechi a lui Günther Spaltmann.[46][47][48]